# Jens Joel
Jens Joel, né le 12 mai 1978 à Odense (Danemark), est un homme politique danois, membre de la Social-démocratie.

## Biographie
Jens Joel suit des études de sciences politiques à l'université d'Aarhus dont il est diplômé en 2006. Après ses études, il travaille pour la délégation des sociaux-démocrates danois au Parlement européen. En 2010, il devientt chargé de cours à l'université d'Aarhus pendant quelques mois, avant de devenir consultant en développement pour l'école d'architecture d'Aarhus.
Engagé au sein de la Social-démocratie, il est élu député au Folketing lors des élections législatives de septembre 2011, dans la circonscription du Jutland de l'Est. Après le scrutin, il devient le porte-parole du groupe parlementaire social-démocrate pour les questions européennes. En août 2013, il devient le porte-parole de son parti pour les questions environnementales. Après un remaniement gouvernemental en février 2014, il devient le porte-parole de son groupe pour les questions climatiques et énergétiques.
Il est réélu pour un second mandat lors des élections législatives de juin 2015. Après le scrutin, il conserve son rôle de porte-parole social-démocrate sur le climat et l'énergie.
Il remporte un troisième mandat lors des élections législatives de juin 2019. Après le scrutin, il devient le porte-parole social-démocrate pour les questions d'enfance et d'éducation, et prend la présidence de la commission des finances du Folketing,. En juin 2020, il est nommé porte-parole social-démocrate pour les affaires européennes, en complément de ses autres rôles parlementaires occupés depuis le début de la législature.
Il est réélu pour un quatrième mandat lors des élections législatives anticipées du 1er novembre 2022. Il devient alors vice-président du groupe parlementaire social-démocrate, dont il est également le porte-parole sur les questions pour l'emploi.